# Landtags- und Gemeinderatswahlkreis Landstraße
Der Wahlkreis Landstraße ist ein Wahlkreis in Wien, der den Wiener Gemeindebezirk Landstraße umfasst. Bei der Landtags- und Gemeinderatswahl 2015 waren im Wahlkreis Landstraße 55.826 Personen wahlberechtigt, wobei bei der Wahl die Sozialdemokratische Partei Österreichs (SPÖ) mit 40,49 % als stärkste Partei hervorging. Die SPÖ erzielte bei der Wahl zwei der fünf möglichen Grundmandate, zudem erreichte die Freiheitliche Partei Österreichs (FPÖ) ein Grundmandat.

## Wahlergebnisse
| Landtags- und Gemeinderatswahlen im Wahlkreis Landstraße | Landtags- und Gemeinderatswahlen im Wahlkreis Landstraße | Landtags- und Gemeinderatswahlen im Wahlkreis Landstraße | Landtags- und Gemeinderatswahlen im Wahlkreis Landstraße | Landtags- und Gemeinderatswahlen im Wahlkreis Landstraße | Landtags- und Gemeinderatswahlen im Wahlkreis Landstraße | Landtags- und Gemeinderatswahlen im Wahlkreis Landstraße | Landtags- und Gemeinderatswahlen im Wahlkreis Landstraße | Landtags- und Gemeinderatswahlen im Wahlkreis Landstraße |
| Wahltermin                                               | GM                                                       |                                                          | SPÖ                                                      | ÖVP                                                      | FPÖ                                                      | GRÜNE                                                    | LIF/NEOS                                                 | Sonstige                                                 |
| -------------------------------------------------------- | -------------------------------------------------------- | -------------------------------------------------------- | -------------------------------------------------------- | -------------------------------------------------------- | -------------------------------------------------------- | -------------------------------------------------------- | -------------------------------------------------------- | -------------------------------------------------------- |
| 8. Oktober 1978                                          |                                                          | Stimmenanteile (%)                                       | 48,49                                                    | 41,49                                                    | 7,26                                                     | –                                                        | –                                                        | 2,75                                                     |
| 8. Oktober 1978                                          | 6                                                        | Grundmandate                                             | 3                                                        | 2                                                        | 0                                                        | –                                                        | –                                                        | 0                                                        |
| 24. April 1983                                           |                                                          | Stimmenanteile (%)                                       | 47,32                                                    | 42,33                                                    | 5,57                                                     | 2,77                                                     | –                                                        | 2,00                                                     |
| 24. April 1983                                           | 6                                                        | Grundmandate                                             | 3                                                        | 2                                                        | 0                                                        | 0                                                        | –                                                        | 0                                                        |
| 18. November 1987                                        |                                                          | Stimmenanteile (%)                                       | 47,31                                                    | 34,95                                                    | 10,33                                                    | 4,97                                                     | –                                                        | 2,44                                                     |
| 18. November 1987                                        | 6                                                        | Grundmandate                                             | 3                                                        | 2                                                        | 0                                                        | 0                                                        | –                                                        | 0                                                        |
| 10. November 1991                                        |                                                          | Stimmenanteile (%)                                       | 42,82                                                    | 21,22                                                    | 22,17                                                    | 11,14                                                    | –                                                        | 2,64                                                     |
| 10. November 1991                                        | 6                                                        | Grundmandate                                             | 2                                                        | 1                                                        | 1                                                        | 0                                                        | –                                                        | 0                                                        |
| 13. Oktober 1996                                         |                                                          | Stimmenanteile (%)                                       | 35,65                                                    | 17,75                                                    | 26,01                                                    | 10,02                                                    | 8,76                                                     | 1,81                                                     |
| 13. Oktober 1996                                         | 5                                                        | Grundmandate                                             | 2                                                        | 1                                                        | 1                                                        | 0                                                        | 0                                                        | 0                                                        |
| 25. März 2001                                            |                                                          | Stimmenanteile (%)                                       | 41,39                                                    | 18,50                                                    | 19,35                                                    | 16,15                                                    | 3,89                                                     | 0,72                                                     |
| 25. März 2001                                            | 5                                                        | Grundmandate                                             | 2                                                        | 1                                                        | 1                                                        | 0                                                        | 0                                                        | 0                                                        |
| 23. Oktober 2005                                         |                                                          | Stimmenanteile (%)                                       | 43,26                                                    | 21,87                                                    | 12,60                                                    | 19,32                                                    | –                                                        | 2,95                                                     |
| 23. Oktober 2005                                         | 5                                                        | Grundmandate                                             | 2                                                        | 1                                                        | 0                                                        | 1                                                        | –                                                        | 0                                                        |
| 10. Oktober 2010                                         |                                                          | Stimmenanteile (%)                                       | 42,95                                                    | 16,54                                                    | 20,17                                                    | 16,84                                                    | 0,87                                                     | 2,64                                                     |
| 10. Oktober 2010                                         | 5                                                        | Grundmandate                                             | 2                                                        | 0                                                        | 1                                                        | 1                                                        | 0                                                        | 0                                                        |
| 11. Oktober 2015                                         |                                                          | Stimmenanteile (%)                                       | 40,49                                                    | 10,17                                                    | 23,55                                                    | 15,71                                                    | 7,77                                                     | 2,30                                                     |
| 11. Oktober 2015                                         | 5                                                        | Grundmandate                                             | 2                                                        | 0                                                        | 1                                                        | 0                                                        | 0                                                        | 0                                                        |
| 11. Oktober 2020                                         |                                                          | Stimmenanteile (%)                                       |                                                          |                                                          |                                                          |                                                          |                                                          |                                                          |
| 11. Oktober 2020                                         | 5                                                        | Grundmandate                                             |                                                          |                                                          |                                                          |                                                          |                                                          |                                                          |